# La Malène
La Malène är en kommun i departementet Lozère i regionen Occitanien i södra Frankrike. Kommunen ligger i kantonen Sainte-Enimie som tillhör arrondissementet Florac. År 2022 hade La Malène 131 invånare.

## Befolkningsutveckling
Antalet invånare i kommunen La Malène
| Referens: INSEE |